# Província de Shimōsa

Mapa das províncias japonesas (1868) com a província de Shimōsa em destaque

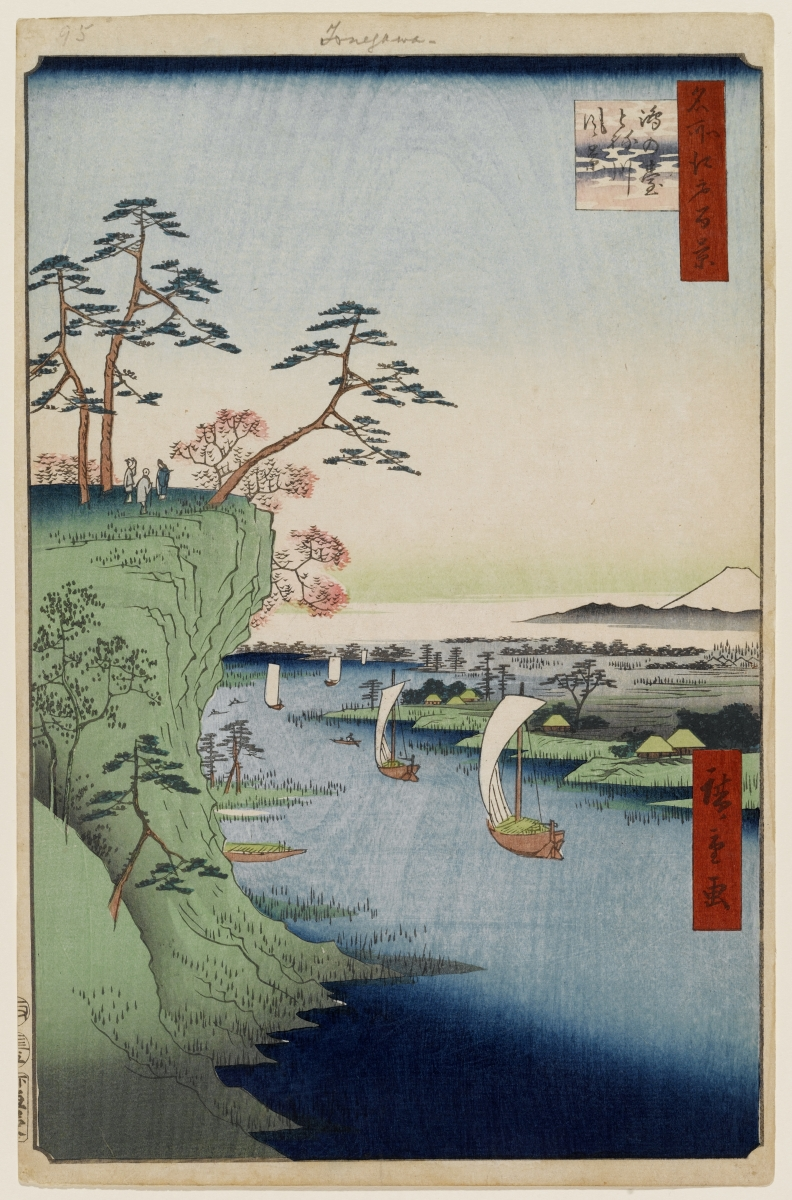
A Visão de Konodai em Shimōsa, de Hiroshige - especificamente, a vila de Ichikawa, em Chiba

Shimōsa (下総国, Shimōsa no Kuni) foi uma antiga província do Japão localizada ao norte da atual prefeitura de Chiba, leste da prefeitura de Saitama, leste de Tóquio (lado leste do Rio Sumida), e sudoeste de Ibaraki. Também era chamada de Sōshū e Hokusō (北総). Fazia fronteira com as províncias de Kazusa, Hitachi, Shimotsuke e Musashi.

## Shimousa Gonmori
- Príncipe Miwa - (776 - 777)
- Sanjō Saneshige - (1238 - 1239)

## Lista de distritos e vilas
- Distrito de Katsushika
- Distrito de Sōma
- Distrito de Chiba
- Distrito de Inba
- Distrito de Habu
- Distrito de Katori
- Distrito de Kaijō
- Distrito de Sōsa
- Distrito de Yūki
- Distrito de Sashima
- Distrito de Toyoda
- Distrito de Okada

## Lista de feudos
- Bakuryo (terras do Shogun)
- Domínio de Sakura: 110,000 koku
- Domínio de Koga: 80,000 koku
- Domínio de Sekiyado: 43,000 koku
- Domínio de Yūki: 17,000 koku
- Domínio de Tako: 12,000 koku
- Domínio de Takaoka: 10,000 koku
- Domínio de Omigawa: 10,600 koku
- Domínio de Kokurihara: 16,000 koku (abolido em 1638)
- Domínio de Oyumi: 10,000 koku

## Capital
A antiga capital provincial localizava-se na área da atual cidade de Ichikawa, na prefeitura de Chiba.